# Dolophones tuberculata
Dolophones tuberculata is een spinnensoort in de taxonomische indeling van de wielwebspinnen (Araneidae).
Het dier behoort tot het geslacht Dolophones. De wetenschappelijke naam van de soort werd voor het eerst geldig gepubliceerd in 1886 door Eugen von Keyserling.